# Julius Hegyi
Julius Hegyi (1 de Fevereiro de 1923 — 1 de Janeiro de 2007) foi um maestro e violinista norte-americano.
Hegyi passou a sua vida a formar orquestras, a fundar grupos de música de câmara e a infundir uma paixão pela música tanto nos jovens como nos idosos. A sua crença na música contemporânea, especialmente na música americana, como maestro, violinista e mentor, trouxe experiências de escuta irresistíveis para as suas audiências. Hegyi era bem conhecido pelo experiente conhecimento do repertório, dirigindo rotineiramente interpretações de Beethoven e Brahms, por exemplo.
Hegyi foi um defensor activo da música americana, com concertos dedicados às estreias mundiais de muitos compositores. Ele interpretou igualmente trabalhos de compositores europeus e chineses.

## Carreira
- Interpretou o seu primeiro concerto em violino aos 10 anos de idade
- Frequentou a Stuyvesant High School (Nova Iorque)
- Graduou-se pela The Juilliard School (Nova Iorque), estudando violino com Sascha Jacobsen e Edouard Dethier; graduou-se com alta distinção; recebe o "Frank Damrosch Memorial Scholarship"
- The Town Hall, NYC, recitais, 1945 e 1946.

- Enquanto violinista passou pelas seguintes orquestras:
  - Berkshire String Quartet
  - New York Civic Orchestra, com Leopold Stokowski como maestro
  - New York Philharmonic
  - RCA Victor Symphony
  - Radio City Music Hall Symphony
  - New York City Center Ballet Orchestra
  - Little Symphony Orchestra, Nova Iorque
  - Contemporary Music Society, Solomon Guggenheim Museum, Nova Iorque.

- Fundador do "Amati String Quartet"
- Estudou direcção de orquestra com Dimitris Mitropoulos
- Maestro da Southwestern Symphony Center Orchestra, 1948
- Primeiro violino e maestro associado da San Antonio Symphony, 1948
- Fundador e maestro da San Antonio Little Symphony, 1948-1950
- Maestro/violinista da Inspiration Point Fine Arts Colony, Eureka Springs, AR, 1951-1956
- Director musical da Abilene Symphony Orchestra, 1952-1954
- Vencedor do Prémio na Primeira Competição Internacional para Maestros, Liverpool, Inglaterra, 1958
- Membro da American Symphony Orchestra League, 1958
- Co-fundador da Music in The Round, séries de música de câmara, comh Charlotte Hegyi, 1954-1985
- Maestro da Chattanooga Symphony Orchestra, 1955-1965
- Fundador/violinista do Hegyi Piano Trio, Chattanooga, 1955 a 1962, com a pianista Charlotte Hegyi, e a violoncelista Martha McCrory
- Fundador e primeiro director do Sewanee Summer Music Center, 1956-1962
- Maestro/violinista do Southwestern Regional Composers' Forum, University of Alabama, Tuscaloosa, AL, 1957-1965
- Académico no Departamento Musical do Williams College, Williamstown, MA1965-1985
- Director musical e maestro da Berkshire Symphony Orchestra, Williamstown, MA, 1965-1985
- Maestro da Glens Falls Opera Company, 1971
- Director musical e maestro principal da Albany Symphony Orchestra, 1966 a 1987
- Maestro Emérito da Albany Symphony Orchestra, Albany, NY, desde 1987
- Maestro convidado/violinista das:
  - New York Philharmonic (1987)
  - Philadelphia Orchestra (1978)
  - Wichita, KS
  - Charlotte, NC
  - Oak Ridge, TN
  - Troy, NY
  - Schenectady, NY
  - Little Red School House, Nova Iorque
  - Sacramento, CA
  - Orquestra Sinfónica de Pequim (1985)
  - Orquestra Sinfónica de Xangai (1985)
  - Orquestras na Roménia, Porto Rico e El Salvador
- Vencedor do Ditson Conductor's Award|Columbia University's Alice M. Ditson Conductor's Award de 1983 por programar e patrocinar a música americana
- Maestro residente da Florida Philharmonic, 1991 a 1992

## Morte
Hegyi morreu aos 83 anos de idade no Dia de Ano Novo de 2007. Sobrevive-lhe a sua viúva, Nancy Hegyi, de Fountain Hills, Arizona, a sua irmã Louise Larson, a filha Lisa Hegyi Raymond, e netos.

## Promoção da música Americana
No seu impressionante apoio e promoção da música americana, o maestro nos seus papéis de maestro e violinista interpretou várias Estreias Mundiais, tais como:
- - Fredric Goossen, Litanies, Chattanooga Symphony Orchestra, 1964
  - Jacob Druckman, Lamia, for soprano and orchestra, Albany Symphony Orchestra, 1974
  - Carson Kievman, Second Symphony, "Resurrection", Florida Philharmonic Orchestra, 1991
  - Charles Wourinen, Third Piano Concerto, Albany Symphony Orchestra, solista Garrick Ohlsson
  - Malcolm Arnold, Eighth Symphony, Albany Symphony Orchestra, Maio de 1979
  - Tobias Picker, The Encantadas, Albany Symphony Orchestra, 1983
  - Robert Starer, Quartet for piano, violin, viola, cello, Music in the Round, 1977

O Maestro Hegyi interpretou trabalhos de um extenso número de compositores americanos, incluindo:
- - John Alden Carpenter
  - Henry Hadley
  - Daniel Gregory Mason
  - Quincy Porter
  - Scott Lindroth
  - George W. Chadwick
  - Ezra Laderman
  - Horatio Parker
  - Lester Trimble
  - Margaret Fairlie-Kennedy
  - Michael Schelle
  - Tobias Picker
  - Irwin Bazelon
  - Francis Thorne
  - Charles Wuorinen
  - Jacob Druckman
  - Aaron Copland
  - George Crumb
  - Robert Parris
  - Sydney Hodkinson
  - Leonardo Balada
  - Carson Kievman
  - Frederic Goossen
  - Walter Piston
  - Leonard Bernstein
  - Edward McDowell
  - Morton Gould
  - Samuel Barber
  - William Schuman
  - Robert Ward
  - Wallingford Riegger